# تیم ملی فوتبال زیر ۱۷ سال ژاپن
تیم ملی فوتبال زیر ۱۷ سال ژاپن یا تیم ملی فوتبال نوجوانان ژاپن نماینده فوتبال کشور ژاپن در مسابقات نوجوانان آسیا و بین‌المللی است که زیر نظر فدراسیون فوتبال ژاپن فعالیت میکند.